# Andy Melville
Pour les articles homonymes, voir Melville.
Andrew Roger Melville est un footballeur puis entraîneur gallois né le 29 novembre 1968 à Swansea, au pays de Galles. 

## Palmarès
- Champion d'Angleterre de D2 en 1996 et 1999 avec Sunderland
- Champion d'Angleterre de D2 en 2001 avec Fulham
- Vainqueur de la Coupe Intertoto en 2002 avec Fulham (titre partagé)